# Reshad Jones
 (septembre 2019).
Si vous disposez d'ouvrages ou d'articles de référence ou si vous connaissez des sites web de qualité traitant du thème abordé ici, merci de compléter l'article en donnant les références utiles à sa vérifiabilité et en les liant à la section « Notes et références ».
Pour les articles homonymes, voir Jones.
(en) Statistiques sur pro-football-reference
Reshad Monquez Jones, né le 25 février 1988 à Atlanta, est un américain, joueur professionnel de football américain évoluant depuis 2010, au poste de free safety au sein de la NFL pour la franchise des Dolphins de Miami en National Football League (NFL).